# Distrito de Los Olivos
El distrito de Los Olivos es uno de los cuarenta y tres distritos que conforman la provincia de Lima, ubicada en el departamento homónimo, en el Perú. Limita al norte, con el distrito de Puente Piedra; al este, con los distritos de Comas e Independencia; y al sur y oeste, con el distrito de San Martín de Porres. 
Es considerado como el distrito socioeconómicamente mejor consolidado de Lima Norte. En 1989, se dividió territorialmente del distrito de San Martín de Porres, lo que lo convierte en el penúltimo distrito de más reciente creación en la provincia de Lima, después de Santa Anita. Es el único distrito de Lima Norte que no presenta problemas limítrofes con ningún otro. Dentro de la división eclesiástica de la Iglesia Católica del Perú, pertenece a la Diócesis de Carabayllo.

## Historia
A mediados del siglo XVI, al fracasar el sistema de encomiendas, el Cabildo limeño concedió tierras a Nicolás de Ribera en el valle de Chillón y Francisco de Ampuero en Chuquitanta. Para el siglo XVII, cerca de estas propiedades, fueron establecidas las haciendas de El Naranjal, Pro, Infantas y Aznapuquio.
La más importante de las haciendas, El Naranjal, fue adquirida en 1732 por Juan Melchor del Molino, cuyo hermano la dedicó a la producción de caña de azúcar. En 1757, la hacienda fue vendida a Juan José de la Puente, quinto marqués de Corpa. Después de su muerte, esta pasó a su esposa, Constanza de la Puente, quien la heredó a su cuñado Felipe Sancho-Dávila, primer marqués de Casa Dávila. La hacienda fue propiedad de los marqueses de Casa Dávila y sus descendientes hasta mediados del siglo XIX, cuando fue adquirida por el suizo Francesco Talleri Soldini y el italiano Guglielmo Rainieri.
La llegada de inmigrantes chinos y japoneses, junto a los esclavos liberados por Ramón Castilla en 1854, constituyeron la nueva fuerza laboral de las haciendas. Así, la actividad agraria fue nuevamente protagonista principal de la subsistencia de esta parte del país. Hacia 1870, con la inauguración del ferrocarril Lima-Ancón, se fortaleció la actividad agrícola, ya que este medio comunicaba las haciendas del Valle del Chillón con el puerto del Callao. 
En el año de la independencia, el antiguo distrito de Carabayllo, fue fundado por don José de San Martín en 1821, ocupando los actuales distritos de San Martín de Porres, Los Olivos y toda la zona norte de la ciudad. La invasión chilena durante la guerra a partir de 1879, interrumpió el desarrollo de la zona agrícola con la destrucción de todo el aparato productivo. La red ferroviaria fue reactivada nuevamente entre 1920 y 1945, para desaparecer definitivamente entre 1958 y 1965, por esta ruta se construyó la carretera Panamericana Norte. 
Ya en el siglo XX, la demanda del mercado internacional, propició el renacimiento del aparato productivo de las haciendas mediante el comercio del algodón y la caña de azúcar. El progreso de las ciudades costeras, el centralismo administrativo y comercial del país, generó a mediados del siglo XX, una corriente migratoria de miles de provincianos, que incrementó la necesidad de vivienda en una Lima tugurizada; las zonas periféricas experimentaron cambios radicales. En estas circunstancias, durante el gobierno de Manuel A. Odría, mediante el Decreto Legislativo N.º 11369 del 22 de mayo de 1950, se crea el distrito de San Martín de Porres con nombre de Distrito Obrero Industrial 27 de Octubre, del cual Los Olivos formó parte originalmente.
Los primeros esfuerzos por crear un nuevo distrito datan de 1970, cuando un grupo de pobladores de El Trébol y Sol de Oro, se unieron para formar el comité Gestor «Rosa de América». La unión de otras urbanizaciones como Mercurio, Villa Los Ángeles, Las Palmeras, Panamericana Norte, Parque del Naranjal, Micaela Bastidas, Pro, Santa Luisa - 2º Etapa y Villa del Norte, permitió fundar el 4 de febrero de 1977 un nuevo comité con mayor alcance. El 13 de mayo de 1983, el Instituto Geográfico Nacional comenzó a elaborar un mapa provisorio para el proyecto de ley de Los Olivos, se estimaba que abarcaría el 75% del territorio sanmartiniano de esa época. Este mapa provisional no fue aceptado, y en diciembre de 1984, el Concejo Distrital de San Martín de Porres le entregó a la Cámara de Diputados, una modificación en donde proponía cederle a Los Olivos 45% de su territorio. Luego de varias modificaciones, finalmente, Los Olivos representaría aproximadamente el 33% del territorio de San Martín de Porres de esa época.

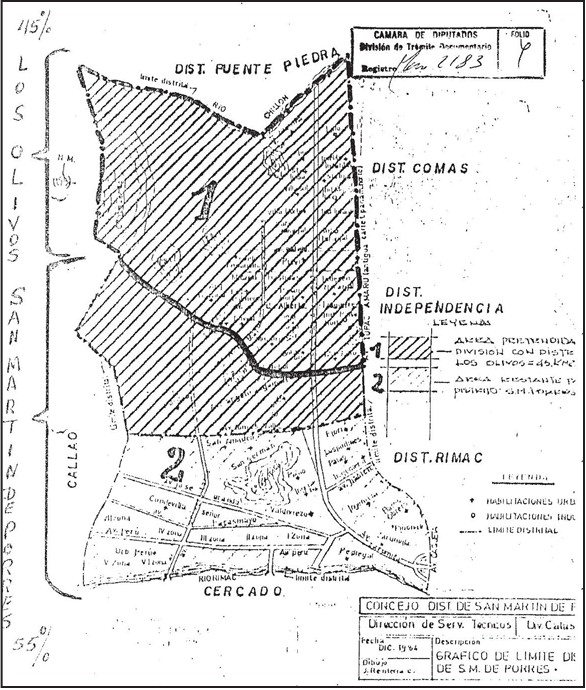
Mapa tentativo de Los Olivos en 1984.

En diciembre de 1985, el Consejo de Ministros del gobierno del presidente, Fernando Belaúnde, acogió las gestiones de los pobladores, con el importante apoyo del vicepresidente del Perú, Javier Alva. Cuatro años más tarde, durante el primer gobierno del presidente, Alan García, el 4 de abril del 1989, el Congreso de la República aprobó la Ley N.º 25017 que crea el distrito de Los Olivos, con la firma del entonces presidente del Congreso, Héctor Vargas, la cual fue publicada el 7 de abril de 1989 en el diario oficial “El Peruano".
Los Olivos es un distrito de creación relativamente reciente; puesto que, fue creado por Decreto Ley N.º 25017, el 6 de abril de 1989. Cuando fue dividido territorialmente del distrito de San Martín de Porres, por pedido expreso de un importante número de pobladores que conformaban el Comité Gestor, el cual fue el encargado de hacer las diligencias ante las autoridades respectivas. Posteriormente, este hecho generó en San Martín de Porres, dos zonas en conflicto limítrofe con los distritos de Comas e Independencia. Que en la actualidad, se mantiene vigente y afecta a Los Olivos indirectamente. Actualmente, es el único distrito de Lima Norte que no presenta problemas limítrofes con ningún otro.

## Geografía y límites distritales

### Ubicación
El distrito de Los Olivos está ubicado en Lima Norte. Cuenta con una superficie de 18.25 km² y su altitud media es de 75 m s.n.m.

### Límites
Limita al norte, con el distrito de Puente Piedra, mediante el río Chillón. Luego, al este, con el distrito de Comas, a través de la carretera Panamericana Norte y la avenida Gerardo Unger. Posteriormente, colinda también al este, con el distrito de Independencia, por medio de la avenida Naranjal y la carretera Panamericana Norte. Después, limita al sur, con el distrito de San Martín de Porres, mediante la avenida Tomás Valle. Finalmente, colinda al oeste, también con el distrito de San Martin de Porres, a través de las avenidas Universitaria, Los Alisos, Los Próceres de Huandoy, Naranjal y Canta-Callao. 
| Noroeste: Distrito de San Martin de Porres / Distrito de Puente Piedra | Norte: Distrito de Puente Piedra      | Nordeste: Distrito de Comas                                           |
| Oeste: Distrito de San Martin de Porres                                |                                       | Este: Distrito de Comas / Distrito de Independencia                   |
| Suroeste: Distrito de San Martin de Porres                             | Sur: Distrito de San Martin de Porres | Sureste: Distrito de San Martin de Porres / Distrito de Independencia |

## Demografía
La mayoría de los jefes del hogar del distrito son inmigrantes, proviniendo predominantemente del norte del país, donde destacan los de las regiones de Áncash, Cajamarca, La Libertad, Piura y Lambayeque. Siendo más numerosos aquellos que corresponden al primer departamento. Muchos de estos inmigrantes proceden de las pequeñas clases medias provincianas. Un sector de inmigrantes reproduce, en mayor o menor medida, la cultura de su región o departamento, especialmente los de origen andino, mediante diferentes manifestaciones (religiosidad, costumbres, comidas, música, fiestas, bailes, etc.). Aunque también existe otro grupo de inmigrantes que se han aculturado a Lima urbana, asimilándose plenamente a los valores de la cultura urbana.
En 2023, obtuvo una población de 366 751 habitantes y está en proceso de transición demográfica; debido a que, se tiene una tasa global de fecundidad de 1.9, cercana a la tasa de fecundidad de reemplazo, y la disminución de la tasa de mortalidad. Según su ingreso per cápita del hogar hecho por el INEI, Los Olivos está conformado por un 53% de familias pertenecientes a un nivel socioeconómico medio alto, un 30% por familias de un nivel medio y un 17% por hogares situados en un nivel medio bajo.
Los Olivos es un distrito de carácter popular de clase media. Entre las urbanizaciones involucradas en la creación de Los Olivos como distrito se encuentran: PREVI, Mariscal Gamarra, Covida (Cooperativa de Vivienda Departamental Ancashina), Sol de Oro, Mercurio, Las Palmeras, El Trébol, Pro, Villa Sol, Panamericana Norte, Micaela Bastidas, Villa del Norte, Parque del Naranjal, Villa Los Ángeles, Los Pinares, Angélica Gamarra, Prolima, San Elías, Good Year, Palmas Reales, Carlos Cueto Fernandini, entre otras. Asimismo, existen asentamientos humanos de reciente creación tales como: Enrique Milla Ochoa, Laura Caller, 19 de Mayo, Armando Villanueva, Los Olivos de Pro y otros asentamientos humanos más antiguos o tradicionales como Fortín Caycho, 6 de Noviembre, Mercurio Alto y Revolucionarios de José Carlos Mariátegui.

## Educación

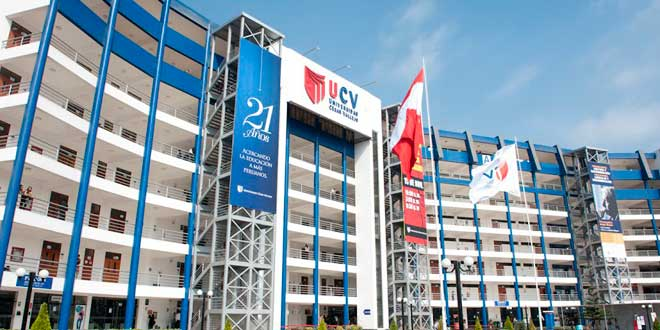
La Universidad César Vallejo en el distrito de Los Olivos.

Dentro de su territorio existen universidades de creación reciente, en su totalidad de carácter privado, como la Universidad Católica Sedes Sapientiae (UCSS), primera universidad privada en Lima Norte, la Universidad César Vallejo (UCV), la Universidad de Ciencias y Humanidades (UCH), la Universidad Tecnológica del Perú (UTP), la Universidad Privada del Norte (UPN) y una sucursal de la Universidad Privada Telesup. Además de institutos de educación superior e instituciones educativas de nivel escolar tanto públicas como privadas.

## Educación ambiental
El Programa Municipal de Educación, Cultura, y Ciudadanía Ambiental (EDUCCA) 2021 tuvo las siguientes líneas de acción.
- Educación ambiental: formal y comunitaria
- Cultura y comunicación ambiental
- Ciudadanía y participación ambiental

Mientras que, en 2021, en materia económica se direccionó un total de 30,000,00 soles para la ejecución de dicho programa. Sin embargo, ese monto aumentó abismalmente a 110,509.000 soles. Se detalla a continuación.
| Concepto                                                | Costo (s/)   |
| ------------------------------------------------------- | ------------ |
| Línea de acción 1: Educación ambiental                  | S/.13,000.00 |
| Línea de acción 2: Cultura y comunicación ambiental     | S/.7,000.00  |
| Línea de acción 3: Ciudadanía y participación ambiental | S/.10,000.00 |
| TOTAL                                                   | S/.30,000.00 |

Igualmente, en 2023, este programa tuvo las siguientes líneas de acción.
- Educación ambiental escolar: Formación de Promotores Ambientales Escolares - PAE
- Educación ambiental comunitaria: Diseño e implementación de espacios públicos que educan ambientalmente, Diseño e implementación de campañas informativas y eventos, Formación de Promotores Ambientales Juveniles - PAJ, Formación de Promotores Ambientales Comunitarios - PAC.

## División Administrativa
El cuadro muestra el centro poblado que pertenece al distrito de Los Olivos.
| Centro Poblado | Tipo de Centro Poblado |
| -------------- | ---------------------- |
| Las Palmeras   | Urbano                 |

## Autoridades

### Municipales
| Cargo    | Autoridad electa               | Partido político | Partido político       |
| -------- | ------------------------------ | ---------------- | ---------------------- |
| Alcalde  | Luis Felipe Castillo Oliva     |                  | Podemos Perú           |
| Regidor  | Carlos Romero Garcia           |                  | Podemos Perú           |
| Regidora | Lariza Rivadeneyra Nalvarte    |                  | Podemos Perú           |
| Regidor  | Álex Camarena Mejía            |                  | Podemos Perú           |
| Regidora | Kiraida López Luvy             |                  | Podemos Perú           |
| Regidor  | Luis Alberto Sánchez Contreras |                  | Podemos Perú           |
| Regidora | Alcira Sánchez Mendoza         |                  | Podemos Perú           |
| Regidor  | Ernesto Macchiavello Rojas     |                  | Podemos Perú           |
| Regidora | Milagros Villegas Montes       |                  | Podemos Perú           |
| Regidora | Karla Castañeda Rodríguez      |                  | Somos Perú             |
| Regidor  | Erick Melchor Torres           |                  | Somos Perú             |
| Regidor  | Caleb Peralta Timoteo          |                  | Renovación Popular     |
| Regidor  | Husbel Cruzado Montañez        |                  | Frente de la Esperanza |
| Regidor  | Gianpiere Pereda Llanos        |                  | Juntos por el Perú     |

## Cultura

### Festividades
- Abril: aniversario del distrito.
- Julio: Virgen del Carmen.
- Octubre: Señor de los Milagros.

## Sitios arqueológicos
- Huaca Aznapuquio
- Huaca Infantas I
- Huaca Infantas II